# Molophilus (Molophilus) ictus
Molophilus (Molophilus) ictus is een tweevleugelige uit de familie steltmuggen (Limoniidae). De soort komt voor in het Oriëntaals gebied.